# Snowboarding na Zimowych Igrzyskach Olimpijskich 2018
Snowboarding na Zimowych Igrzyskach Olimpijskich 2018 – jedna z dyscyplin rozgrywanych podczas igrzysk w dniach 10–24 lutego 2018 w Bokwang Phoenix Park w Pjongczangu, w Korei Południowej. Zawody odbyły się w dziesięciu konkurencjach: half-pipe, slalom gigant równoległy, snowboard cross, slopestyle oraz Big Air kobiet i mężczyzn. Konkurencja Big Air rozgrywana była po raz pierwszy na igrzyskach olimpijskich.

## Terminarz
Oficjalny terminarz igrzysk.
| Data      | Konkurencja                                      | Godzina                 |
| --------- | ------------------------------------------------ | ----------------------- |
| 10 lutego | Slopestyle mężczyzn (kwalifikacje)               | 10:00 UTC+9 / 02:00 CET |
| 11 lutego | Slopestyle mężczyzn                              | 10:00 UTC+9 / 02:00 CET |
| 11 lutego | Slopestyle kobiet (kwalifikacje)                 | 13:30 UTC+9 / 05:30 CET |
| 12 lutego | Slopestyle kobiet                                | 10:00 UTC+9 / 02:00 CET |
| 12 lutego | Halfpipe kobiet (kwalifikacje)                   | 13:30 UTC+9 / 5:30 CET  |
| 13 lutego | Halfpipe kobiet                                  | 10:00 UTC+9 / 02:00 CET |
| 13 lutego | Halfpipe mężczyzn (kwalifikacje)                 | 13:00 UTC+9 / 5:00 CET  |
| 14 lutego | Halfpipe mężczyzn                                | 10:30 UTC+9 / 02:30 CET |
| 15 lutego | Snowboard cross mężczyzn                         | 11:00 UTC+9 / 03:00 CET |
| 16 lutego | Snowboard cross kobiet                           | 10:00 UTC+9 / 02:00 CET |
| 19 lutego | Big Air kobiet (kwalifikacje)                    | 09:30 UTC+9 / 01:30 CET |
| 21 lutego | Big Air mężczyzn (kwalifikacje)                  | 09:30 UTC+9 / 01:30 CET |
| 22 lutego | Slalom gigant równoległy kobiet (kwalifikacje)   | 12:00 UTC+9 / 04:00 CET |
| 22 lutego | Slalom gigant równoległy mężczyzn (kwalifikacje) | 12:00 UTC+9 / 04:00 CET |
| 23 lutego | Big Air kobiet                                   | 09:30 UTC+9 / 01:30 CET |
| 24 lutego | Big Air mężczyzn                                 | 10:00 UTC+9 / 02:00 CET |
| 24 lutego | Slalom gigant równoległy kobiet                  | 12:00 UTC+9 / 04:00 CET |
| 24 lutego | Slalom gigant równoległy mężczyzn                | 12:00 UTC+9 / 04:00 CET |

## Zestawienie medalistów
| Konkurencja              | Złoto             | Wynik           | Srebro                          | Wynik                           | Brąz                       | Wynik                      |
| Mężczyźni                |                   |                 |                                 |                                 |                            |                            |
| Big Air                  | Sebastien Toutant | 174,25          | Kyle Mack                       | 168,75                          | Billy Morgan               | 168,00                     |
| Halfpipe                 | Shaun White       | 97,75           | Ayumu Hirano                    | 95,25                           | Scotty James               | 92,00                      |
| Slopestyle               | Redmond Gerard    | 87,16           | Maxence Parrot                  | 86,00                           | Mark McMorris              | 85,20                      |
| Snowboard cross          | Pierre Vaultier   | Pierre Vaultier | Jarryd Hughes                   | Jarryd Hughes                   | Regino Hernández Martín    | Regino Hernández Martín    |
| Slalom gigant równoległy | Nevin Galmarini   | Nevin Galmarini | Lee Sang-ho                     | Lee Sang-ho                     | Žan Košir                  | Žan Košir                  |
| Kobiety                  |                   |                 |                                 |                                 |                            |                            |
| Big Air                  | Anna Gasser       | 185,00          | Jamie Anderson                  | 177,25                          | Zoi Sadowski-Synnott       | 157,50                     |
| Halfpipe                 | Chloe Kim         | 98,25           | Liu Jiayu                       | 89,75                           | Arielle Gold               | 85,75                      |
| Slopestyle               | Jamie Anderson    | 83,00           | Laurie Blouin                   | 76,33                           | Enni Rukajärvi             | 75,38                      |
| Snowboard cross          | Michela Moioli    | Michela Moioli  | Julia Pereira de Sousa-Mabileau | Julia Pereira de Sousa-Mabileau | Eva Samková                | Eva Samková                |
| Slalom gigant równoległy | Ester Ledecká     | Ester Ledecká   | Selina Jörg                     | Selina Jörg                     | Ramona Theresia Hofmeister | Ramona Theresia Hofmeister |

## Wyniki

### Mężczyźni

#### Slopestyle
| Miejsce | Zawodnik             | Reprezentacja     | Wynik |
| ------- | -------------------- | ----------------- | ----- |
| złoto   | Redmond Gerard       | Stany Zjednoczone | 87,16 |
| srebro  | Maxence Parrot       | Kanada            | 86,00 |
| brąz    | Mark McMorris        | Kanada            | 85,20 |
| 4.      | Ståle Sandbech       | Norwegia          | 81,01 |
| 5.      | Carlos Garcia Knight | Nowa Zelandia     | 78,60 |
| 6.      | Marcus Kleveland     | Norwegia          | 77,76 |
| 7.      | Tyler Nicholson      | Kanada            | 76,41 |
| 8.      | Torgeir Bergrem      | Norwegia          | 75,80 |
| 9.      | Niklas Mattsson      | Szwecja           | 74,71 |
| 10.     | Seppe Smits          | Belgia            | 69,03 |

#### Halfpipe
| Miejsce | Zawodnik         | Reprezentacja     | Wynik |
| ------- | ---------------- | ----------------- | ----- |
| złoto   | Shaun White      | Stany Zjednoczone | 97,75 |
| srebro  | Ayumu Hirano     | Japonia           | 95,25 |
| brąz    | Scotty James     | Australia         | 92,00 |
| 4.      | Ben Ferguson     | Stany Zjednoczone | 90,75 |
| 5.      | Patrick Burgener | Szwajcaria        | 89,75 |
| 6.      | Chase Josey      | Stany Zjednoczone | 88,00 |
| 7.      | Raibu Katayama   | Japonia           | 87,00 |
| 8.      | Jake Pates       | Stany Zjednoczone | 82,25 |
| 9.      | Jan Scherrer     | Szwajcaria        | 80,50 |
| 10.     | Kent Callister   | Australia         | 62,00 |

#### Snowcross
| Miejsce | Zawodnik            | Reprezentacja     |
| ------- | ------------------- | ----------------- |
| złoto   | Pierre Vaultier     | Francja           |
| srebro  | Jarryd Hughes       | Australia         |
| brąz    | Regino Hernández    | Hiszpania         |
| 4.      | Nick Baumgartner    | Stany Zjednoczone |
| 5.      | Mick Dierdorff      | Stany Zjednoczone |
| 6.      | Alex Pullin         | Australia         |
| 7.      | Alessandro Hämmerle | Austria           |
| 8.      | Martin Nörl         | Niemcy            |
| 9.      | Anton Lindfors      | Finlandia         |
| 10.     | Cameron Bolton      | Australia         |

### Kobiety

#### Slopestyle
| Miejsce | Zawodniczka     | Reprezentacja     | Wynik |
| ------- | --------------- | ----------------- | ----- |
| złoto   | Jamie Anderson  | Stany Zjednoczone | 83,00 |
| srebro  | Laurie Blouin   | Kanada            | 76,33 |
| brąz    | Enni Rukajärvi  | Finlandia         | 75,38 |
| 4.      | Silje Norendal  | Norwegia          | 73,91 |
| 5.      | Jessika Jenson  | Stany Zjednoczone | 72,26 |
| 6.      | Hailey Langland | Stany Zjednoczone | 71,80 |
| 7.      | Sina Candrian   | Szwajcaria        | 66,35 |
| 8.      | Sofia Fiedorowa | Rosja             | 65,73 |
| 9.      | Yuka Fujimori   | Japonia           | 63,73 |
| 10.     | Elena Könz      | Szwajcaria        | 59,00 |

#### Halfpipe
| Miejsce | Zawodniczka       | Reprezentacja            | Wynik |
| ------- | ----------------- | ------------------------ | ----- |
| złoto   | Chloe Kim         | Stany Zjednoczone        | 98,25 |
| srebro  | Liu Jiayu         | Chińska Republika Ludowa | 89,75 |
| brąz    | Arielle Gold      | Stany Zjednoczone        | 85,75 |
| 4.      | Kelly Clark       | Stany Zjednoczone        | 83,50 |
| 5.      | Cai Xuetong       | Chińska Republika Ludowa | 76,50 |
| 6.      | Haruna Matsumoto  | Japonia                  | 70,00 |
| 7.      | Queralt Castellet | Hiszpania                | 67,75 |
| 8.      | Sena Tomita       | Japonia                  | 63,00 |
| 9.      | Mirabelle Thovex  | Francja                  | 50,50 |
| 10.     | Sophie Rodriguez  | Francja                  | 48,25 |

#### Snowcross
| Miejsce | Zawodnik            | Reprezentacja     |
| ------- | ------------------- | ----------------- |
| złoto   | Michela Moioli      | Włochy            |
| srebro  | Julia Mabileau      | Francja           |
| brąz    | Eva Samková         | Czechy            |
| 4.      | Lindsey Jacobellis  | Stany Zjednoczone |
| 5.      | Chloé Trespeuch     | Francja           |
| 6.      | Aleksandra Żekowa   | Bułgaria          |
| 7.      | Charlotte Bankes    | Francja           |
| 8.      | Raffaella Brutto    | Włochy            |
| 9.      | Tess Critchlow      | Kanada            |
| 10.     | Nelly Moenne-Loccoz | Francja           |

## Klasyfikacja medalowa
| Miejsce | Państwo                  | złoto | srebro | brąz | Razem |
| ------- | ------------------------ | ----- | ------ | ---- | ----- |
| 1.      | Stany Zjednoczone        | 4     | 2      | 1    | 7     |
| 2.      | Kanada                   | 1     | 2      | 1    | 4     |
| 3.      | Francja                  | 1     | 1      | 0    | 2     |
| 4.      | Czechy                   | 1     | 0      | 1    | 2     |
| 5.      | Włochy                   | 1     | 0      | 0    | 1     |
| 5.      | Austria                  | 1     | 0      | 0    | 1     |
| 5.      | Szwajcaria               | 1     | 0      | 0    | 1     |
| 8.      | Australia                | 0     | 1      | 1    | 2     |
| 8.      | Niemcy                   | 0     | 1      | 1    | 2     |
| 10.     | Japonia                  | 0     | 1      | 0    | 1     |
| 10.     | Chińska Republika Ludowa | 0     | 1      | 0    | 1     |
| 10.     | Korea Południowa         | 0     | 1      | 0    | 1     |
| 13.     | Hiszpania                | 0     | 0      | 1    | 1     |
| 13.     | Finlandia                | 0     | 0      | 1    | 1     |
| 13.     | Wielka Brytania          | 0     | 0      | 1    | 1     |
| 13.     | Nowa Zelandia            | 0     | 0      | 1    | 1     |
| 13.     | Słowenia                 | 0     | 0      | 1    | 1     |